# Џису
Ким Џисо (кореј. 김지수; Гунпо, 3. јануар 1995) јужнокорејска је певачица и глумица. Чланица је групе Blackpink. Такође је позната по улози у серији Снежна кап (2021—2022). Издала је и соло студијски мини-албум под називом Amortage (2025).

## Биографија
Рођена је 3. јануара 1995. у Гунпу. Има старијег брата и сестру. Поред матерњег корејског, служи се и кинеским и јапанским језиком.

## Дискографија
- (2025)

## Филмографија
- Снежна кап (2021—2022)